# Judie Aronson
Judith M. Aronson (nascida em 7 de junho de 1964) é uma atriz estadunidense que estrelou em muitos filmes e em shows de televisão. A série de televisão em que ela estrelou, foi Pursuit of Happiness de curta duração como Sara Duncan de 1987 a 1988.

## Vida pessoal
Aronson nasceu em Los Angeles, Califórnia. Seu primeiro papel no cinema foi no filme de terror de 1984 Friday the 13th: The Final Chapter como Samantha. Em 1985, ela estrelou a comédia do filme Weird Science como Hilly e na ação do filme American Ninja. Seu filme mais recente é no filme de 2005, Kiss Kiss, Bang Bang. Aronson também fez várias aparições em programas de televisão, incluindo Sledge Hammer!, The Powers of Matthew Star, Simon & Simon, Beverly Hills 90210, Las Vegas, e Law & Order: Criminal Intent.
Judie também fez uma aparição no vídeo musical de 1990, (Can't Live Without Your) Love and Affection de Nelson.
A morte de sua personagem em Friday the 13th: The Final Chapter foi filmado em uma noite fria de dezembro. Estava tão frio no meio do lago que o Judie Aronson começou a chorar. Ironicamente o salvador de Judie foi Jason Voorhees, ou melhor, o dublê que interpretou ele, Ted White. Indignado com tuso isso exigiu que o diretor Joseph Zito deixasse a atriz se aquecer ou ele desistiria do papel; Zito, não tinha tempo ou dinheiro para encontrar outro dublê grande o suficiente para interpretar Jason. Ainda assim, Judie tinha desenvolvido hipotermia ao filmar a cena.

## Filmografia
- We Fight to Be Free (2006) como Emily Chamberlayne
- Kiss Kiss, Bang Bang (2005)
- Hannibal (2001) como Reporter
- Deep Core (2000) como Lilly
- Famous (2000) como Liz
- Desert Kickboxer (1992) como Claudia Valenti
- The Sleeping Car (1990) como Kim
- After Midnight (1989) como Jennifer
- Cool Blue (1988) (V) como
- American Ninja (1985) como Patricia Hickock
- Weird Science (1985) como Hilly
- Friday the 13th: The Final Chapter (1984) como Samantha
- O ninja do deserto (1992) como Claudia